# Lijst van Britse marineschepen tijdens de Tweede Wereldoorlog
Dit is een incomplete lijst met Britse oorlogsschepen uit de Tweede Wereldoorlog. Deze bevat Britse oorlogsschepen met een tonnage boven de 1000 ton.

## Mijnenleggers
- Abdiel-klasse
  - HMS Abdiel
  - HMS Apollo
  - HMS Ariadne
  - HMS Latona
  - HMS Manxman
  - HMS Welshman

## Monitors
- Roberts-klasse
  - HMS Abercrombie
  - HMS Roberts
- Erebus-klasse
  - HMS Erebus
  - HMS Terror
- Marshall Ney-klasse
  - HMS Marshal Ney
  - HMS Marshal Soult

## Torpedobootjagers
- A-klasse
  - HMS Acasta
  - HMS Achates
  - HMS Acheron
  - HMS Active
  - HMS Antelope
  - HMS Anthony
  - HMS Ardent
  - HMS Arrow
  - HMS Codrington
- B-klasse
  - HMS Basilisk
  - HMS Beagle
  - HMS Blanche
  - HMS Boadicea
  - HMS Boreas
  - HMS Brazen
  - HMS Briljant
  - HMS Bulldog
  - HMS Keith
- D-klasse
  - HMS Decoy
- F-klasse
  - HMS Fury
- G-klasse
  - HMS Garland
- M-klasse
  - HMS Mahratta
- S-klasse
  - HMS Saumarez
- V-klasse
  - HMS Venus
  - HMS Verulam
  - HMS Virago
- Tribal-klasse
  - HMS Afridi
  - HMS Ashanti
  - HMS Bedouin
  - HMS Cossack
  - HMS Eskimo
  - HMS Gurkha
  - HMS Maori
  - HMS Mashona
  - HMS Matabele
  - HMS Mohawk
  - HMS Nubian
  - HMS Punjabi
  - HMS Sikh
  - HMS Somali
  - HMS Tartar
  - HMS Zulu
- Prototypes
  - HMS Amazon
  - HMS Ambuscade
- Havant-klasse
  - HMS Harvester
  - HMS Havant
  - HMS Havelock
  - HMS Hesperus
  - HMS Highlander
  - HMS Hurricane
- Admiralty-klasse
  - HMS Montrose
  - HMS Wrestler
- Hunt-klasse
  - HMS Whaddon

## MAC’s (Merchant Aircraft Carriers)
- HMS Acavus
- HMS Adula
- HMS Amastra
- Rapana-klasse
  - HMS Ark Royal

HMS Ancylus
- - HMS Miralda
  - HMS Rapana
- Empire-klasse
  - HMS Empire MacAlpine
  - HMS Empire MacAndrew
  - HMS Empire MacCabe
  - HMS Empire MacCallum
  - HMS Empire MacColl
  - HMS Empire MacDermott
  - HMS Empire MacKay
  - HMS Empire MacKendrick
  - HMS Empire MacMahon
  - HMS Empire MacRae

## Kruisers

### Lichte kruisers
- Leander-klasse
  - HMS Achilles
  - HMS Ajax
  - HMS Neptune
  - HMS Orion
- Southampton-klasse
  - HMS Birmingham
  - HMS Southampton
- Dido-klasse
  - HMS Black Prince
  - HMS Scylla
- C-klasse
  - HMS Cairo
  - HMS Calcutta
  - HMS Caledon
  - HMS Calypso
  - HMS Capetown
  - HMS Caradoc
  - HMS Cardiff
  - HMS Carlisle
  - HMS Ceres
  - HMS Colombo
  - HMS Coventry
  - HMS Curacao
  - HMS Curlew
- Emerald-klasse
  - HMS Emerald
  - HMS Enterprise
- Bahia-klasse
  - HMS Rio Grande do Sul

### Middelzware kruisers
- Town-klasse
  - HMS Belfast
  - HMS Edinburgh
  - HMS Gloucester
  - HMS Newark
  - HMS Newmarket
- Fiji-klasse
  - HMS Bermuda
  - HMS Ceylon
  - HMS Gambia
  - HMS Jamaica
  - HMS Kenya
  - HMS Mauritius
  - HMS Newfoundland
  - HMS Nigeria
  - HMS Trinidad
  - HMS Uganda
- Danae-klasse
  - HMS Danae
  - HMS Dauntless
  - HMS Delhi
  - HMS Despatch
  - HMS Diomede
  - HMS Dragon
  - HMS Dunedin
  - HMS Durban
- County-klasse
  - HMS Devonshire
  - HMS Exeter
  - HMS Kent
  - HMS London
- Crown Colony-klasse
  - HMS Fiji

### Slagkruisers
- Admiral-klasse
  - HMS Hood
- Renown-klasse
  - HMS Renown
  - HMS Repulse

## Vliegdekschepen
- HMS Activity
- HMS Argus
- HMS Ark Royal
- HMS Audacity
- HMS Campania
- HMS Eagle
- HMS Nairana
- HMS Unicorn
- HMS Vindex
- Ruler-klasse
  - HMS Ameer
  - HMS Arbiter
  - HMS Atheling
  - HMS Begum
  - HMS Emperor
  - HMS Empress
  - HMS Khedive
  - HMS Nabob
  - HMS Patroller
  - HMS Premier
  - HMS Puncher
  - HMS Queen
  - HMS Rajah
  - HMS Ranee
  - HMS Ravager
  - HMS Reaper
  - HMS Ruler
  - HMS Searcher
  - HMS Shah
  - HMS Slinger
  - HMS Smiter
  - HMS Speaker
  - HMS Thane
  - HMS Tracker
  - HMS Trouncer
  - HMS Trumpeter
- Avenger-klasse
  - HMS Archer
  - HMS Avenger
  - HMS Biter
  - HMS Charger
  - HMS Dasher
- Attacker-klasse
  - HMS Attacker
  - HMS Battler
  - HMS Chaser
  - HMS Fencer
  - HMS Hunter
  - HMS Pursuer
  - HMS Stalker
  - HMS Striker
- Colossusklasse
  - HMS Colossus
  - HMS Glory
  - HMS Ocean
  - HMS Perseus
  - HMS Pioneer
  - HMS Venerable
  - HMS Vengeance
- Glorious-klasse
  - HMS Courageous
  - HMS Furious
  - HMS Glorious
- Illustrious-klasse
  - HMS Formidable
  - HMS Illustrious
  - HMS Indomitable
  - HMS Victorious
- Implacable-klasse
  - HMS Implacable
  - HMS Indefatigable

## Onderhoudsschepen
- HMS Albatross
- HMS Medway
- HMS Montclare

## Gewapende koopvaardijschepen
- HMS Alcantara
- HMS Carinthia
- HMS Dunvegan Castle
- HMS Jervis Bay
- HMS Patroclus
- HMS Pretoria Castle
- HMS Rajputana
- HMS Rawalpindi
- HMS Transylvania

## Slagschepen
- King George V-klasse
  - HMS Anson
  - HMS Duke of York
  - HMS Howe
  - HMS King George V
  - HMS Prince of Wales
- Queen Elizabeth-klasse
  - HMS Barham
  - HMS Malaya
  - HMS Queen Elizabeth
  - HMS Valiant
- Nelson-klasse
  - HMS Nelson
  - HMS Rodney
- Revenge-klasse
  - HMS Ramillies
  - HMS Resolution
  - HMS Revenge
  - HMS Royal Oak
  - HMS Royal Sovereign

## Fregatten
- Captain-klasse
  - HMS Goodall
  - HMS Lawford
  - HMS Redmill
- Loch-klasse
  - HMS Loch Insh